# 1 Decembrie
1 Decembrie é uma comuna romena localizada no distrito de Ilfov, na região de Muntênia. A comuna possui uma área de 10.26 km² e sua população era de 6378 habitantes segundo o censo de 2007.